# Hradište (Starohorskie Wierchy)
Hradište (958 m) – szczyt w Starohorskich Wierchach na Słowacji. Znajduje się w południowym grzbiecie szczytu Kozí chrbát (1330 m), w jego środkowej części, na południe od szczytu Hôrka (1017 m). Grzbiet ten oddziela Uhliarską dolinę od Hiadelskiej doliny.
Hradište jest porośnięty lasem, który jest użytkowany gospodarczo. Jego zbocza na różnych wysokościach trawersują drogi leśne do zwózki drzew. Duże polany będące pozostałością dawnych hal znajdują się na jego północnych, opadających do Hiadelskiej doliny stokach.